# 斯諾登登山鐵路
斯諾登登山鐵路（Snowdon Mountain Railway）是位於英國威爾斯西北部格溫內斯威爾斯最高峰斯諾登山的一條登山鐵路。斯諾登登山鐵路全長7.6公里（4.7英里），起點是蘭貝里斯，終點是斯諾登山的山頂。斯諾登登山鐵路也是英國唯一的一條公共登山鐵路。

## 外部連結
- Snowdon Mountain Railway official site （页面存档备份，存于）